# Fustiñana
Fustiñana là một đô thị trong tỉnh và cộng đồng tự trị Navarre, Tây Ban Nha. Đô thị này có dân số là 2.394 người. Đô thị nằm ở độ cao 258 m trên mực nước biển. Diện tích là 67,14 km2.

## Biến động dân số
| Biến động dân số                                        | Biến động dân số | Biến động dân số | Biến động dân số | Biến động dân số | Biến động dân số | Biến động dân số | Biến động dân số | Biến động dân số | Biến động dân số | Biến động dân số |
| 1996                                                    | 1998             | 1999             | 2000             | 2001             | 2002             | 2003             | 2004             | 2005             | 2006             | 2007             |
| ------------------------------------------------------- | ---------------- | ---------------- | ---------------- | ---------------- | ---------------- | ---------------- | ---------------- | ---------------- | ---------------- | ---------------- |
| 2 295                                                   | 2 311            | 2 290            | 2 304            | 2 414            | 2 438            | 2 427            | 2 495            | 2 506            | 2 546            | 2 560            |
| Nguồn: Fustiñana et instituto de estadística de navarra |                  |                  |                  |                  |                  |                  |                  |                  |                  |                  |

==Tham khảo==
Fustinana